# برايان بانستر
برايان بانستر (بالإنجليزية: Brian Bannister)‏ هو لاعب كرة قاعدة أمريكي، ولد في 28 فبراير 1981 في سكوتسديل في الولايات المتحدة.

## وصلات خارجية
- برايان بانستر على موقع دوري كرة القاعدة الرئيسي (الإنجليزية)
- برايان بانستر على موقعبيزبول رفرنس.كوم (الدوري الرئيسي) (الإنجليزية)
- برايان بانستر على موقعبيزبول رفرنس.كوم (الدوري الثانوي) (الإنجليزية)
- برايان بانستر على موقع إي إس بي إن.كوم (أم.أل.بي) (الإنجليزية)
- برايان بانستر على موقع مشجعي الرسوم البيانية (الإنجليزية)